# Sebastián Córdova
Francisco Sebastián Córdova Reyes (ur. 12 czerwca 1997 w Aguascalientes) – meksykański piłkarz występujący na pozycji ofensywnego pomocnika lub skrzydłowego, reprezentant Meksyku, od 2022 roku zawodnik Tigres UANL.

## Kariera klubowa
Córdova pochodzi z miasta Aguascalientes, stolicy stanu Aguascalientes. W dzieciństwie trenował w szkółce lokalnego Club Necaxa. W wieku czternastu lat został zauważony przez trenera Jesúsa Ramíreza podczas organizowanych w Aguascalientes w ramach programu Campo de los Sueños (Boisko Marzeń) i zaproszony przez niego do akademii juniorskiej krajowego giganta – stołecznego Club América. Jeszcze przed przebiciem się do pierwszego zespołu, został wypożyczony na pół roku do drugoligowego Alebrijes de Oaxaca. Po powrocie do Amériki jeszcze przez półtora roku występował w drużynach młodzieżowych, po czym jako dwudziestolatek został włączony przez szkoleniowca Miguela Herrerę do treningów seniorskiej drużyny. W Américe pierwszy mecz rozegrał 14 marca 2018 z panamskim Tauro (3:1) w rozgrywkach Ligi Mistrzów CONCACAF.
W lipcu 2018 Córdova udał się na wypożyczenie do ekipy Club Necaxa ze swojego rodzinnego miasta. W tym samym miesiącu zdobył z nią superpuchar Meksyku – Supercopa MX, w meczu z Monterrey (1:0) zdobywając decydującego o tytule gola. W barwach Necaxy 4 sierpnia 2018 w wygranym 1:0 spotkaniu z Lobos BUAP zadebiutował w Liga MX, zaś premierowego gola w najwyższej klasie rozgrywkowej strzelił 23 września tego samego roku w przegranej 2:3 konfrontacji z Tolucą. Po pół roku wrócił do Amériki, gdzie po upływie kilku miesięcy został jednym z ważniejszych zawodników drużyny. W wiosennym sezonie Clausura 2019 wywalczył z Américą puchar Meksyku – Copa MX, a następnie zdobył superpuchar kraju – Campeón de Campeones. W jesiennym sezonie Apertura 2019 wraz ze swoją ekipą wywalczył natomiast wicemistrzostwo Meksyku.

## Kariera reprezentacyjna
W lutym 2017 Córdova został powołany przez Marco Antonio Ruiza do reprezentacji Meksyku U-20 na Mistrzostwa CONCACAF U-20. Tam był podstawowym zawodnikiem drużyny – wystąpił w pięciu z sześciu możliwych spotkaniach (z czego w czterech w pierwszym składzie) i strzelił gola w meczu z Kanadą (5:0). Jego kadra odpadła z turnieju w rundzie finałowej, lecz zdołała się zakwalifikować na rozgrywane dwa miesiące później Mistrzostwa Świata U-20 w Korei Płd. Sam Córdova nie mógł jednak zostać powołany na młodzieżowy mundial z powodu kontuzji.
W maju 2018 Córdova znalazł się w ogłoszonym przez Ruiza składzie reprezentacji Meksyku U-23 na Turniej w Tulonie. Tam zagrał w czterech z pięciu spotkań (w jednym w wyjściowej jedenastce), natomiast jego kadra dotarła do finału, w którym przegrała z Anglią (1:2). Dwa miesiące później został powołany na Igrzyska Ameryki Środkowej i Karaibów w Barranquilli, gdzie rozegrał dwa z trzech meczów (obydwa w pierwszym składzie), a Meksykanie odpadli z męskiego turnieju piłkarskiego w fazie grupowej. W czerwcu 2019 ponownie wziął udział w Turnieju w Tulonie – ponownie wystąpił wówczas w czterech z pięciu możliwych meczów (z czego w trzech w wyjściowym składzie). Podopieczni Jaime Lozano odpadli natomiast z rozgrywek w półfinale, ulegając po serii rzutów karnych Japonii (2:2, 4:5 k.) i zajęli ostatecznie trzecie miejsce.
W seniorskiej reprezentacji Meksyku Córdova zadebiutował za kadencji selekcjonera Gerardo Martino, 2 października 2019 w wygranym 2:0 meczu towarzyskim z Trynidadem i Tobago. Pierwszą bramkę w kadrze narodowej strzelił natomiast 19 listopada tego samego roku w wygranym 2:1 pojedynku z Bermudami w ramach Ligi Narodów CONCACAF.